# MOBO Awards 2000
Die MOBO Awards 2000 waren die fünfte Preisverleihung des britischen Musikpreises MOBO Award. Die Verleihung fand am 4. Oktober 2000 im Alexandra Palace statt und wurde moderiert von Lisa „Left Eye“ Lopes (TLC) und DJ Trevor Nelson. Sie wurde im Fernsehen gesendet am 5. Oktober 2000.

## Preisträger
- Best Newcomer: Craig David
- Best Video: Jamelia – Money
- Best Hip Hop Act: Eminem
- Best R&B Act: Craig David
- Best Reggae Act: Beenie Man
- Best Gospel Act: Mary Mary
- Best Jazz Act: Ronny Jordan
- Best World Music Act: Carlos Santana
- Best UK Garage Act: DJ Luck & MC Neat feat. JJ
- Best Producer: MJ Cole
- Best UK Radio DJ: Tim Westwood
- Best UK Club DJ: Steve Sutherland
- MOBO Unsigned Award: Cherise
- Outstanding Contribution to Music: Aswad
- Outstanding Achievement: LA Reid
- Best UK Single: Craig David – Fill Me In